# Portugal en los Juegos Olímpicos de París 1924
Portugal estuvo representado en los Juegos Olímpicos de París 1924 por un total de 28 deportistas que compitieron en 8 deportes.  

## Medallistas
El equipo olímpico portugués obtuvo las siguientes medallas:
| Nombre                                                                                             | Deporte | Competición     |
| -------------------------------------------------------------------------------------------------- | ------- | --------------- |
| Oro                                                                                                |         |                 |
| —                                                                                                  |         |                 |
| Plata                                                                                              |         |                 |
| —                                                                                                  |         |                 |
| Bronce                                                                                             |         |                 |
| António Borges (Reginald) Hélder de Souza (Avro) José Mouzinho (Hertugo) Luís de Meneses (Profond) | Hípica  | Saltos por eqs. |